# Order Miliona Słoni i Białego Parasola
Order Miliona Słoni i Białego Parasola (lo. Itsariyaphon Lan Sang Hom Khao) – odznaczenie wojskowe i cywilne Królestwa Luang Phrabang i Królestwa Laosu.

## Historia
Order został ustanowiony 1 maja 1909 przez króla Sisavanga Vonga. Początkowo posiadał jedną klasę, następnie przekształcono go w wyróżnienie czteroklasowe (20 listopada 1927), by w końcu nadać mu, wzorowaną na francuskiej Legii Honorowej, pięcioklasową strukturę (20 listopada 1950). Nadawany był za wyjątkowe zasługi dla państwa zarówno w działalności publicznej, jak i w służbie wojskowej.
Początkowo przyznawany tylko Laotańczykom, po 18 sierpnia 1923 także pracownikom administracji kolonialnej i innym obcokrajowcom. W okresie panowania francuskiego prawo do przedstawiania propozycji nadań posiadali gubernator Indochin i wysoki rezydent Republiki w Laosie.

## Odznaczeni
Laotańczycy
- Sisavang Vong (ex officio, 1 maja 1909)[5]
- Savang Vatthana (Wielki Mistrz Orderu od 29 października 1959)[6]

Obcokrajowcy
- Sisowath[7]
- Khải Định
- Bảo Đại[8]
- Bảo Long (zm. 2007), ostatni następca tronu wietnamskiego
- Sisowath Monivong[9]
- Sisowath Monipong
- Norodom Suramarit (Krzyż Wielki)[10]
- Norodom Sihanouk[11]
- Rama IX (1963)
- Mahendra Bir Bikram Shah Dev (1969)[12]
- Birendra Bir Bikram Shah Dev (1970)[13]
- René Gaurand

| Baretki Orderu Miliona Słoni i Białego Parasola | Baretki Orderu Miliona Słoni i Białego Parasola | Baretki Orderu Miliona Słoni i Białego Parasola | Baretki Orderu Miliona Słoni i Białego Parasola | Baretki Orderu Miliona Słoni i Białego Parasola |
| ----------------------------------------------- | ----------------------------------------------- | ----------------------------------------------- | ----------------------------------------------- | ----------------------------------------------- |
| Krzyż Wielki                                    | Wielki Oficer                                   | Komandor                                        | Oficer                                          | Kawaler                                         |